# 達格納姆希斯威站
達格納姆希斯威站（英語：Dagenham Heathway tube station）是倫敦地鐵的一個車站。達格納姆希斯威站開通於1932年，是區域線的車站，位於倫敦第5收費區。達格納姆希斯威站開業之初的名稱是希斯威。